# Benalúa de las Villas
Benalúa de las Villas er en by og kommune i det sydøstlige Spanien i provinsen Granada. Den har et indbyggertal på 1.021 (2024) indbyggere.